# El Sexto Sentido
El sexto sentido (traducere din spaniolă: „Al șaselea simț”; În Europa The Sixth Sense) este albumul cu influențe latin pop, RnB, tehno, dance și acustic al cântăreței mexicane Thalía, lansat internațional în data de 19 iulie 2005.
Versurile foarte profunde ale albumului redau cu strictețe sentimente reale ale artistei.
Pe album se găsește de asemenea și un hit italian, 24 000 baci (24 000 saruturi) - aparținând lui Adriano Celentano, dar într-o versiune personalizată de Thalía în limba spaniolă (24 000 Besos).
Înregistările albumului au avut loc în mai multe locuri (printre care se enumeră Buenos Aires, Argentína; Miami, New York). Primul extras al albumului Amar sin ser amada („iubind, fără să fii iubită), pe care Thalía a înterpretat-o în 28 aprilie 2005, la Premiile Latin Billboard.
Albumul are atașat și un DVD care include scurte filmulețe descriptive și trei videoclip-uri. În anul 2006, în Mexic și Statele Unite apare un re-load la acest album, El Sexto Sentido Re-loaded.

## Referiri biblice
- Psalmi 34:7
- Matei 7:2–6
- 2 Timotei 1:6
- Coloseni 3:12–14

## Listă track-uri
1. Amar sin ser amada – „Iubind, fără să iubești” (Estéfano / José Luis Pagán) 3:32
2. Seducción – „Seducție” (Estéfano / José Luis Pagán) 4:02
3. Sound Un sueño para dos – „Un vis pentru amândoi” (Estéfano / José Luis Pagán) 4:00
4. Sabe bien – „Știi bine” (Estéfano / Julio Reyes) 4:14
5. 24000 besos (24000 baci) – „24000 săruturi” (Adriano Celentano / Lucio Fulci / Piero Vivarelli / Estéfano / José Luis Pagán) 3:20
6. Olvídame – ’Uită-mă’ (Estéfano / Julio Reyes) 4:10
7. No puedo vivir sin ti – „Nu pot tăi fără tine” (Estéfano / José Luis Pagán) 4:20
8. Un alma sentenciada – „Un suflet condemnat” (Estéfano / José Luis Pagán) 3:42
9. No me voy a quebrar – „Nu voi ceda/ Nu mă voi sparge” (Estéfano / José Luis Pagán) 3:52
10. Loca – „Nebună” (Estéfano / José Luis Pagán) 4:27
11. Empezar de "0" – „Începând de la "0"” (Thalía Sodi / Cory Rooney) 3:14
12. Amor prohibido (Bonus track) – „Iubire interzisă” (Pete Astudillo / A.B. Quintanilla III) 3:02
13. You Know He Never Loved You – „Știi, că niciodată nu te-a iubit" (Estéfano / José Luis Pagán / Shep Gordon / Thalía Sodi / Alexandra Taveras) 3:35
14. Seduction – „Seducție” (Estéfano / José Luis Pagán / Shep Gordon / Thalía Sodi / Alexandra Taveras) 4:06[4]
15. A Dream for Two – „Un vis pentru amândoi” (Estéfano / José Luis Pagán / Shep Gordon / Thalía Sodi / Alexandra Taveras) 3:59

### DVD (număr limitat de exemplare)
1. El mundo de Thalía / Thalía's World (EPK) 14:07 - Lumea Thalíei
2. Acción y reacción (Videoclip) 3:55 - Acțiune și reacțiune
3. Seducción (În concert în New York) 4:04
4. Amar sin ser amada (În spatele scenei – making of) 3:38

## Producții secundare
Albumul are producții secundare lansate în 2005 - 2006, cuprinzând melodiile extrase precum și remixe ale acestora:
- Amar sin ser amada / You Know He Never Loved You - 2005
- Un alma sentenciada - 2005
- Seducción - 2006
- Cantando por un sueño - 2006
- Olvídame - 2006
- No, no, no 2006

## Echipa de lucru
- Acordeon: Judith Mora Arriaga
- Chitară electrică: José Luis Pagán , Michael Thompson
- Bandoneón(?): Walter Ríos "El Maestro"
- Bas: José Luis Pagán (12)
- Chitară de bas: Guillermo Vadala
- Tobe: Hernán Marchesi, Richard Bravo
- Chitară: Andrew Synowieck
- Pian: Patan Vidal
- Mandolin: Enrique Franci
- Voce de fundal: José Luis Pagán, Vicky Echeverri, Alexandra Taveras
- Cor: The Argentinian Ensemble • Elrendezés: Julio Reyes, Gerardo Gardelín • Vezényel: Gerardo Gardelín
- Pian: Julio Reyes

## Producători, colaboratori
- Director producător,executiv: Thalía
- Producător: Fabio Estéfano Salgado de la Estéfano Productions Group.
- Sunet: Pichon Dalpont, Pablo Arraya, Pedro Namerow, Mauricio Gasca, Sebastián de Peyrecave, Orvel Costa, Diego Acosta, Orlando Calzada, Kevin Crouse
- Studio: Midnight Blue Studios, Miami, Florida; Estudios Ion, Buenos Aires, Argentina; Circo Beat, Buenos Aires, Argentina; Sony Music Studios, New York; Avatar Studios, New York; The Poolhouse, LI, NY; Cocoa-Butt Studios, Culver City, CA
- Mixelés: Javier Garza, Midnight Blue Studios, Miami, FL, excepție: Empezar de "0"-mixat de către Peter Wade Keusch, The Poolhouse, LI, NY
- Finisări: Ted Jensen, Sterling Sound, NYC
- Manager: Doyle-Kos Entertainment
- Coordonator proiect: Chris Apostle & Joanne Oriti (NY)
- Coorodnator secund producție: Odisa Beltrán
- Echipa sunet Thalía: Lauren Bialek, Beth Butler, Derek Wiggins, Christian Martin, Claudia Salgado, Francés Epalza, Margarita Ríos, Jacqueline Kotler, Alana Sarratore
- Fotograf: George Holz
- Stilist: Eric Archibald • Stilist secund: David Zambrana
- Coafor: Luis Beltrán • Machiaj: Sidney Jamilia
- Illustrații: Thalía
- Producător artistic și de imagine: Lisette Lorenzo